# Mikio Igarashi
Mikio Igarashi (いがらしみきお o 五十嵐 三喜夫?, Igarashi Mikio; Distretto di Kami, 13 gennaio 1955) è un fumettista giapponese.
È principalmente conosciuto in quanto autore di Bonobono e Ninpen Manmaru. Nel 1988 ha vinto il Kodansha Manga Award per Bonobono e lo Shogakukan Manga Award nella categoria manga per bambini per Ninpen Manmaru.